# Marcin Szafrański
Marcin Zbigniew Szafrański (ur. 6 maja 1971 w Bielsku-Białej) – polski narciarz alpejski.

## Kariera
Po raz pierwszy na arenie międzynarodowej pojawił się w 1988 roku, startując na mistrzostwach świata juniorów w Madonna di Campiglio, gdzie zajął 41. miejsce w slalomie. Na rozgrywanych dwa lata później mistrzostwach świata juniorów w Zinal jego najlepszym wynikiem było 26. miejsce w tej samej konkurencji.
W zawodach Pucharu Świata zadebiutował 11 grudnia 1992 roku w Val Gardena, zajmując 69. miejsce w zjeździe. Jedyne pucharowe punkty wywalczył 17 stycznia 1993 roku w Lech, zajmując 21. miejsce w kombinacji. W klasyfikacji generalnej sezonu 1992/1993 zajął ostatecznie 128. miejsce.
W 1992 roku wystartował na igrzyskach olimpijskich w Albertville, gdzie zajął 26. miejsce w kombinacji i 46. miejsce w gigancie. Startował także na rozgrywanych dwa lata później igrzyskach w Lillehammer, gdzie jego najlepszym wynikiem było 27. miejsce w kombinacji. Zajął też między innymi 29. miejsce w gigancie na mistrzostwach świata w Sierra Nevada w 1996 roku. W 1996 roku zakończył karierę.
Jest 12-krotnym mistrzem Polski. Pracuje jako komentator w Eurosporcie.

## Osiągnięcia

### Igrzyska olimpijskie
| Miejsce | Dzień     | Rok  | Miejscowość | Konkurencja | Czas biegu  | Strata      | Zwycięzca            |
| ------- | --------- | ---- | ----------- | ----------- | ----------- | ----------- | -------------------- |
| 26.     | 11 lutego | 1992 | Albertville | Kombinacja  | 14,58 pkt   | +118,46 pkt | Josef Polig          |
| DNF     | 16 lutego | 1992 | Albertville | Supergigant | 1:13,04     | –           | Kjetil André Aamodt  |
| 46.     | 18 lutego | 1992 | Albertville | Gigant      | 2:06,98     | +20,42      | Alberto Tomba        |
| DNF1    | 22 lutego | 1992 | Albertville | Slalom      | 1:44,39 min | –           | Finn Christian Jagge |
| 46.     | 13 lutego | 1994 | Lillehammer | Zjazd       | 1:45,75     | +6,84       | Tommy Moe            |
| 27.     | 15 lutego | 1994 | Lillehammer | Kombinacja  | 3:17,53     | +13,74      | Lasse Kjus           |
| 42.     | 17 lutego | 1994 | Lillehammer | Supergigant | 1:32,53     | +6,01       | Markus Wasmeier      |
| DNF1    | 27 lutego | 1994 | Lillehammer | Slalom      | 2:02,02     | –           | Thomas Stangassinger |

### Mistrzostwa świata
| Miejsce | Dzień     | Rok  | Miejscowość   | Konkurencja | Czas zawodów | Strata | Zwycięzca       |
| ------- | --------- | ---- | ------------- | ----------- | ------------ | ------ | --------------- |
| DNF     | 13 lutego | 1996 | Sierra Nevada | Supergigant | 1:21,80      | -      | Atle Skårdal    |
| 61.     | 17 lutego | 1996 | Sierra Nevada | Zjazd       | 2:00,17      | +10,20 | Patrick Ortlieb |
| 29.     | 23 lutego | 1996 | Sierra Nevada | Gigant      | 1:58,63      | +18,49 | Alberto Tomba   |
| DNF1    | 25 lutego | 1996 | Sierra Nevada | Slalom      | 1:42,26      | -      | Alberto Tomba   |

### Mistrzostwa świata juniorów
| Miejsce | Dzień       | Rok  | Miejscowość          | Konkurencja | Czas biegu | Strata | Zwycięzca           |
| ------- | ----------- | ---- | -------------------- | ----------- | ---------- | ------ | ------------------- |
| 41.     | 30 stycznia | 1988 | Madonna di Campiglio | Slalom      | 1:42,30    | +9,91  | Stefan Szałamanow   |
| 52.     | 21 marca    | 1990 | Zinal                | Zjazd       | 1:19,42    | +7,08  | Kjetil André Aamodt |
| 43.     | 22 marca    | 1990 | Zinal                | Supergigant | 1:24,30    | +8,86  | Kjetil André Aamodt |
| 64.     | 24 marca    | 1990 | Zinal                | Gigant      | 2:20,38    | +17,99 | Lasse Kjus          |
| 26.     | 25 marca    | 1990 | Zinal                | Slalom      | 1:28,15    | +14,60 | Luigi Tacchini      |

### Puchar Świata

#### Miejsca w klasyfikacji generalnej
- sezon 1992/1993: -
- sezon 1993/1994: 128.